# Associação Central Abolicionista
Associação Central Abolicionista foi uma agremiação política que reuniu personalidades do Império brasileiro, como José do Patrocínio, Joaquim Nabuco, Rui Barbosa e André Rebouças. Criada no início da década de 1880, tinha como objetivo a abolição da escravatura no país e a inserção social dos ex-escravos, por meio de alguns projetos, como o da instalação dos ex-escravos em pequenas propriedades.
De fato, o recrutamento de muitos ativistas foi fundamental para o processo abolicionista, são de 1880 dois importantes agrupamentos, a Associação Central Emancipadora e a Sociedade Brasileira contra a Escravidão, influenciadas por José Patrocínio e Joaquim Nabuco. Ambos iniciam suas narrativas em 1879, pois a partir daí estabeleceram sua mobilização de maneira que inaugura o primeiro na direção da Gazeta da Tarde e do segundo no Parlamento. O movimento alvoreceu na Câmara em 1879. O destaque não está apenas nas agremiações, mas no próprio regime político. A abolição sobrevém impossível sem o movimento suplício do poder moderador, a princesa regente e acima de tudo o imperador, a quem teria extinguido a escravidão ao valor da perda do trono.
O abolicionismo foi um movimento da década de 1880 que queria a extinção gradativa do trabalho escravo, enquanto os abolicionistas desejavam a abolição total da escravidão.

## A abolição da escravidão no Brasil
Em 1845, os ingleses aprovaram a Lei Bill Alberdeen, que proibia o tráfico negreiro no Atlântico, prejudicando o comércio escravocrata no Brasil. O movimento abolicionista britânico que deu origem à lei teve sua sustentação, sobretudo, a partir dos habitantes de grandes cidades portuárias britânicas e motivado por razões tanto de ordem ética e religiosa, mas também pelos receios constantes de revoltas dos escravos nos portos.
Já em 1850, foi aprovada a Lei Eusébio de Queirós, que proibia que o tráfico negreiro chegasse ao Brasil. Essa lei não pôs fim à escravidão, mas fez com que o preço de um escravo encarecesse, o que, juntamente com a intensa repressão do governo contra essa atividade, zerou o tráfico de escravos oriundos da África já em 1856. Assim, os senhores de terra acabaram tendo de recorrer, muitas vezes, à mão de obra assalariada imigrante.
Sendo assim, em 1871, surgiu a Lei do Ventre Livre, que dava a liberdade aos escravos que nascessem após a aprovação da lei. Essa lei dava, então, um tom de abolição gradual para a transição para a mão de obra assalariada.
Em 1885, foi aprovada Lei do Sexagenário, que determinava que os escravos que tivessem mais de 60 anos fossem libertos. A lei sofreu muitas críticas, pois muitos alegavam que existiam poucos escravos que viviam até a idade que determinava a lei, e, além disso, representava um ganho para os proprietários, já que escravos idosos não teriam tanta produção como os mais jovens.
Finalmente, em 1888, a Lei Áurea foi aprovada pela princesa Isabel, dando fim à escravidão. Porém, nenhuma medida foi tomada para inserir a população negra à sociedade brasileira, não trazendo mudançar significativas à vida dos ex-escravos. Um plano para indenizar os libertos foi descrito pela princesa Isabel em uma carta enviada ao Visconde de Santa Vitória em 11 de agosto de 1889, porém com a tomada de poder pelos militares menos de três meses depois e com a subsequente Proclamação da República, não foi possível executá-lo. Outro fator que impediu qualquer ressarcimento aos libertos foi a queima dos livros de matrícula e de recolhimento de tributos dos ex-escravos determinada por despacho do então Ministro da Fazenda Ruy Barbosa em 14 de dezembro de 1890.
Joaquim Nabuco foi certamente a grande figura desse Movimento Abolicionista. Ele foi o principal representante dos abolicionistas no Parlamento. Possuía uma excelente oratória e era ainda, muitíssimo polêmico, escreveu muitos relatos antiescravistas e buscou apoio para o movimento na Europa, transformando-se num símbolo de ódio dos escravocratas.